# The Conjuring: Last Rites
The Conjuring: Last Rites (bra: Invocação do Mal 4: O Último Ritual; prt: The Conjuring: Extrema-Unção) é um futuro filme americano de terror sobrenatural dirigido por Michael Chaves, com roteiro escrito por Ian Goldberg, Richard Naing e David Leslie Johnson-McGoldrick. Baseado nas investigações reais dos Warrens por meio de uma história original coescrita por James Wan e Johnson-McGoldrick, o filme é estrelado por Patrick Wilson e Vera Farmiga, que reprisam seus papéis como os investigadores e autores paranormais Ed e Lorraine Warren, juntamente com Mia Tomlinson e Ben Hardy. É a sequência de The Conjuring: The Devil Made Me Do It (2021) e o nono filme da franquia The Conjuring. Chaves retorna como diretor do filme anterior, e James Wan e Peter Safran retornam para produzir.
The Conjuring: Last Rites está previsto para ser lançado nos Estados Unidos em 5 de setembro de 2025 pela Warner Bros. Pictures.

## Elenco
- Vera Farmiga como Lorraine Warren, uma vidente e médium de transe
- Patrick Wilson como Ed Warren, um demonologista, autor e palestrante
- Mia Tomlinson como Judy Warren, filha de Ed e Lorraine
- Ben Hardy como Tony Spera, namorado de Judy
- Steve Coulter como Padre Gordon
- Rebecca Calder como Janet Smurl
- Elliot Cowan como Jack Smurl
- Beau Gadsdon como Dawn Smurl
- Kíla Lord Cassidy como Heather Smurl
- Molly Cartwright como Shannon Smurl
- Tilly Walker como Carin Smurl
- John Brotherton
- Shannon Kook como Drew

## Produção

### Desenvolvimento
Antes do lançamento de The Conjuring: The Devil Made Me Do It em junho de 2021, o diretor Michael Chaves comentou em uma entrevista à Empire sobre a possibilidade de futuras sequências da série The Conjuring: "O que [The Devil Made Me Do It] espera abrir é um novo capítulo para os Warren. Este filme tem um final muito singular para os filmes de The Conjuring. Eu ficaria animado para ver o que pode acontecer a partir daqui." Os atores Patrick Wilson e Vera Farmiga também expressaram interesse em retornar. "Meu Deus, eu adoraria [continuar]", afirmou Farmiga. "É interessante, temos que aumentar o medo em cada um. Demonologia já é tão aguda e operística." Em outubro de 2022, o The Hollywood Reporter revelou que um quarto filme de The Conjuring estava em desenvolvimento com David Leslie Johnson-McGoldrick escrevendo o roteiro e James Wan e Peter Safran retornando como produtores.
Antes do lançamento de The Nun II em setembro de 2023, Chaves declarou que o trabalho no roteiro provavelmente continuaria, afirmando que o projeto deveria ser visto como um "final" das histórias da franquia que vieram antes. Em fevereiro de 2024, Chaves foi contratado novamente como diretor. Em setembro do mesmo ano, foi anunciado que Ian Goldberg e Richard Naing estavam concluindo as reescritas do rascunho de Johnson-McGoldbrick de uma história original coescrita por Wan e Johnson-McGoldbrick. Ben Hardy e Mia Tomlinson foram adicionados ao elenco em papéis coadjuvantes.

### Filmagens
As filmagens estavam programadas para ocorrer em Londres entre 10 de setembro e 10 de outubro, porém começaram em 17 de setembro de 2024. As filmagens foram concluídas em 22 de novembro. Não há previsão de retorno de Sterling Jerins.

### Música
A partitura foi composta por Benjamin Wallfisch.

## Lançamento
The Conjuring: Last Rites está programado para ser lançado nos cinemas dos Estados Unidos em 5 de setembro de 2025, pela Warner Bros. Pictures.